# U 963
U 963 war ein deutsches U-Boot der Kriegsmarine, das im Zweiten Weltkrieg im Atlantik und in der Ostsee eingesetzt wurde. Auf seinen zehn Unternehmungen konnte es keine Schiffe versenken oder beschädigen. Nach Kriegsende, am 20. Mai 1945, wurde es von seiner Besatzung vor der portugiesischen Küste selbstversenkt. Sämtliche 48 Mann der Besatzung wurden von Portugiesen an die Briten übergeben und kamen so in Kriegsgefangenschaft.

## Technische Daten
U 963 war ein Boot des Typs VII C, der vor allem für den Einsatz im Nord- und Mittelatlantik konstruiert worden war (sogenanntes „Atlantikboot“). Die Außenhülle bestand aus 20,5 mm dickem Stahlblech, das Boot hatte eine Länge von 66,5 m und verdrängte 760 t Wasser. Es konnte, angetrieben durch den 3000 PS starken Dieselantrieb, bis zu 17 Knoten Fahrt über Wasser machen und hatte eine maximale Reichweite von 9500 Seemeilen.

## Kommandanten
- 17. Februar 1943 – Dezember 1944
 Karl Boddenberg wurde am 23. Mai 1914 in Osenau geboren und fuhr als Obersteuermann und Wachoffizier auf U 201. Im Jahr 1942 diente er im Verlauf zweier Feindfahrten an der US-amerikanischen Atlantikküste und im Mittelatlantik auf diesem Boot, bis er im September 1942 an die Torpedoschule in Mürwik ging, wo er die Offizierslaufbahn einschlug. Im Frühjahr 1943 erhielt er das Kommando auf U 963 und wurde am 1. April desselben Jahres zum Oberleutnant zur See befördert. Im Anschluss an seine Zeit auf U 963 wurde Karl Boddenberg dem Oberkommando der Marine zugeteilt, wo er bis März 1944 diente. Das Kriegsende erlebte Boddenberg als Kompaniechef der 4. Schiffstammabteilung.
- 13. August 1944 – 21. August 1944
 Oberleutnant zur See Werner Müller war 1. WO auf U 953. Im August 1944 führte er U 963 als Kommandant in Vertretung auf einer Überführungsfahrt von Brest nach La Pallice.
- 16. Januar 1945 – 20. Mai 1945
 Rolf-Werner Wentz wurde am 1. Januar 1920 in Lübeck geboren und trat 1939 als Offiziersanwärter in die Kriegsmarine ein. Von 1941 bis 1943 fuhr er als Wachoffizier auf U 380, dann wurde er zunächst Schießlehrer im Kommandeurstab der Torpedoschule in Mürwik. Seine weitere Verwendung „auf See“ fand er erst ein Jahr später mit dem Kommando von U 963, das er bis Kriegsende innehatte.

## Geschichte
U 963 absolvierte während seiner Dienstzeit neun Unternehmungen im Atlantik, der Biscaya und der Ostsee. Es wurde in dieser Zeit kein Schiff von diesem U-Boot angegriffen oder versenkt.

### Einsätze
Nach Indienststellung fuhr U 963 zunächst als Ausbildungsboot bei der 5. U-Flottille und wurde dann der 1. U-Flottille in Brest zugeteilt, wohin es allerdings erst im April 1944 verlegte. Bis dahin absolvierte das Boot drei Unternehmungen im Operationsgebiet Nordatlantik von Bergen, Drontheim und Lorient aus. Im Oktober 1944 kehrte U 963 infolge der Verlegung der 1. U-Flottille nach Bergen zurück und wurde der 11. U-Flottille überstellt, bei der es bis Kriegsende verblieb.
Während seiner Einsätze wurde U 963 wiederholt von alliierten Flugzeugen angegriffen. Am 5. Februar 1944 gelang es, einen britischen Bomber Consolidated B-24 Liberator (53 Sqn RAF/T) abzuschießen. Am 26. März 1944 wurden vor Brest (Finistère) neun Mann auf dem U-Boot durch einen alliierten Luftangriff verwundet, davon zwei sehr schwer. Am 7. Juni 1944 wurde U 963 kurz nach Beginn seiner Unternehmung durch den Angriff eines britischen Bombers Consolidated B-24 Liberator (53 Sqn RAF, Pilot John William Carmichael) so schwer beschädigt, dass es sofort zur Reparatur zurückkehren musste. Ein Bombenangriff auf den U-Boot-Hafen von Brest am 12. August 1944 hatte zwei Todesopfer in der U-Boot-Besatzung zur Folge: Bootsmaat Albrecht Sekula starb während des Angriffs, Maschinenobergefreiter Helmut Laskosky am nächsten Tag an den Folgen. Ein weiterer Mann starb am 21. August 1944, als er beim Alarmtauchen im Golf von Biskaya über Bord ging.

### Versenkung
Nachdem das U-Boot durch einen Fliegerangriff am 6. Mai 1945 schwer beschädigt wurde, ließ Kommandant Wentz das Boot am 20. Mai vor der portugiesischen Küste versenken (Lage). Die gesamte Besatzung (48 Mann) ließ sich in Portugal internieren und wurde schließlich in britische Kriegsgefangenschaft überstellt.